# تحلیل رؤیا
تحلیل رؤیا (گفتارهایی در تعبیر و تفسیر رؤیا) (به انگلیسی: Dream analysis: notes of the seminar given in 1928 - 1930) یکی از مهم‌ترین آثار کارل گوستاو یونگ است. این کتاب که حاصل درس‌گفتارهای ترم زمستانی ۱۹۲۸ و تابستانی ۱۹۲۹ است، ابتدا به انگلیسی و سپس آلمانی منتشر شده‌است.

## گزیده متن
- دربارهٔ رؤیای ۱۸ (جلد دوم، گفتار ۱، ۹ اکتبر ۱۹۲۹):

«بحث دربارهٔ رویاهایی را که سال گذشته بررسی کردیم با این هدف ادامه می‌دهم که پیوستگی و تکوین آنها را نشان دهم، تکوینی که خود را با آشکار کردنِ نمادپردازی در ناخودآگاه بیمار نمایان می‌کند. به نظر می‌رسد هر کدام از این رؤیاها موجودیتی روان شناختی باشند که نتوان مفهومشان را در لحظه دریافت. آنها نمایش‌های کوچکی هستند که هر کدام مقدمه، موقعیت نمایشی، فاجعه و گره گشایی دارند ولی همچنان به نوعی بی تحرک اند. اما اگر مجموعه ای از نمایش‌ها را در نظر بگیریم متوجه حرکتی دَوَرانی یا مارپیچ در آنها می‌شویم. علاوه بر این همهٔ ما با دانستن اینکه می‌توانیم یک گمان نادرست را در رویاهای بعدی تصحیح یا تأیید کنیم احساس اطمینان و امنیت بیشتری داریم. با دنبال کردنِ رویاهای یک فرد خاص می‌توانیم به درک بهتری از تحلیل رؤیا برسیم.»
- دربارهٔ رؤیای ۲۲ (جلد سوم، گفتار ۲، ۲۹ ژانویه ۱۹۳۰):

«بار دیگر شاهد همانندی زندگی خود وی و زمان هستیم. من در حضور رویادیده بر این همانندی تأکیدی نکردم. در تحلیل عملی فرد مشتاق چیزهای بی درنگ است بنابراین من فقط به آن اشاره کردم. در آن زمان مسألهٔ مهمتر برای او این بود که ماشین را به کار اندازد. او به شدت اهل عمل است و علاقه اش به فلسفه مسئله ای جانبی است، نوعی سرگرمی. به همین دلیل ناخودآگاه دوباره بر آن تأکید می‌کند، چون برای او لازم است تا آن هویت خاصِ زندگی و زمان و انرژی را ببیند. وقتی رؤیا بر یک درونمایه تأکید می‌کند فرد باید برگردد و به آن توجه کند. البته درونمایه‌های ویژه و افکار ویژه ای وجود دارند که آن قدر عمیق و گسترده‌اند که می‌توان ماه‌ها دربارهٔ آن‌ها صحبت کرد بی آنکه به سرانجام بحث رسید. هویت روانی یکی از آن مفاهیم است و بهتر است که به آن بپردازیم.»

## پی‌نوشت
1. ↑  «Dream Analysis: Notes of the Seminar Given in 1928–1930».
2. ↑   https://searchworks.stanford.edu/view/1564671. پارامتر |عنوان= یا |title= ناموجود یا خالی (کمک)
3. ↑  Jung، Carl Gustav (۱۹۸۴). Dream Analysis: Notes of the Seminar Given in 1928-1930. Princeton University Press.
4. ↑  Jung، Carl Gustav (۱۹۹۱). ، Traumanalyse. Nach Aufzeichnungen der Seminare 1928–1930. Olten.
5. ↑  «تحلیل رؤیا: جلد دوم، گفتارهایی در تعبیر و تفسیر رؤیا، ترم زمستانی، بخش دوم، ژانویه تا مارس ۱۹۲۸».[پیوند مرده]